# Ute Engelkenmeier

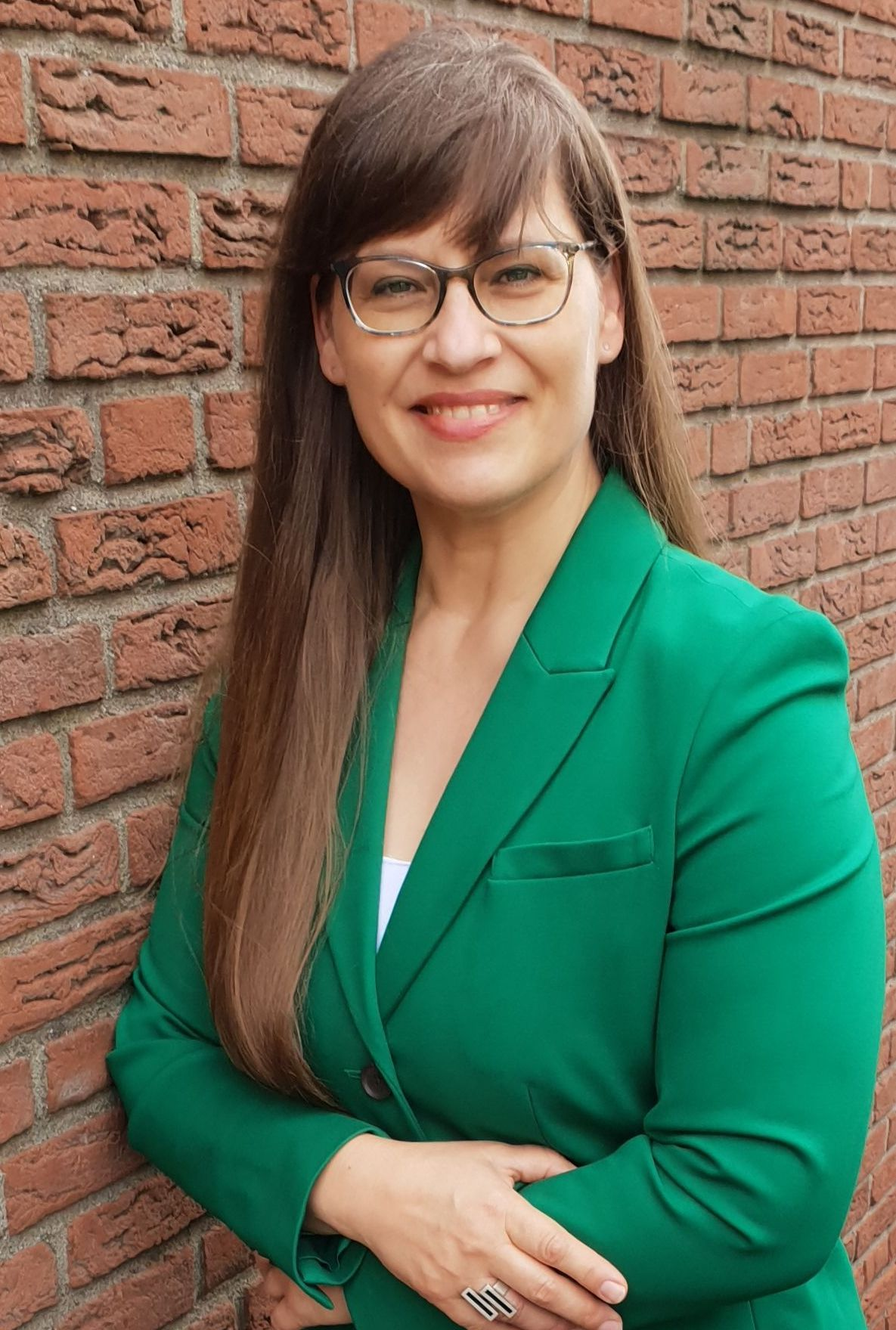
Ute Engelkenmeier

Ute Engelkenmeier (* 10. Juli 1970) ist eine deutsche Bibliotheks- und Informationswissenschaftlerin und Bibliothekarin. Seit 2018 ist sie Vorsitzende des Berufsverbands Information Bibliothek (BIB) und seit 2021 stellvertretende Vorsitzende des Dachverbands Bibliothek Information Deutschland (BID). Ab August 2022 soll sie Mitglied im Ausschuss Medien des Deutschen Kulturrats werden. Sie arbeitet seit 2011 als Geschäftsbereichsleitung Information und Lernort der Universitätsbibliothek der Technischen Universität Dortmund.

## Werdegang
Ab 1990 studierte Engelkenmeier Öffentliches Bibliothekswesen an der Fachhochschule für Bibliotheks- und Dokumentationswesen in Köln, heute Technische Hochschule Köln, und ergänzte ihr Diplom (FH) um ein Musikbibliothekarisches Zusatzstudium an der Hochschule für Bibliotheks- und Informationswesen, heute Hochschule der Medien. Seit 1995 arbeitet Engelkenmeier in verschiedenen Positionen der Universitätsbibliothek Dortmund und leitet seit 2011 den dortigen Geschäftsbereich Information und Lernort. Ab 2001 studierte sie berufsbegleitend Bibliotheks- und Informationswissenschaft an der Humboldt-Universität zu Berlin und schloss das Studium 2003 mit einem Masterabschluss ab. Im Jahr 2018 promovierte sie, ebenfalls berufsbegleitend und an der Humboldt-Universität zu Berlin, zum Bild der Bibliotheken, Bibliothekarinnen und Bibliothekare im deutschen Fernsehen.

## Gremienarbeit
Engelkenmeier ist aktives Mitglied der deutschen und internationalen Bibliotheksgemeinschaft und engagiert sich unter anderem in der AG Lernräume der Deutschen Initiative für Netzwerkinformation e.V. (DINI) und im Standing Committee „Management of Library Associations“ der International Federation of Library Associations and Institutions (IFLA). Als Bundesvorsitzende des Berufsverbands Information Bibliothek (BIB) setzt sie sich unter anderem für eine Fusionierung mit dem Verein Deutscher Bibliothekarinnen und Bibliothekare (VDB) ein. Im Rahmen ihrer Mitgliedschaft in der AG Bibliothekspädagogik des Deutschen Bibliotheksverbands (dbv) setzt sie sich für die Professionalisierung und Weiterentwicklung der Bibliothekspädagogik ein.